# Fritz Burr

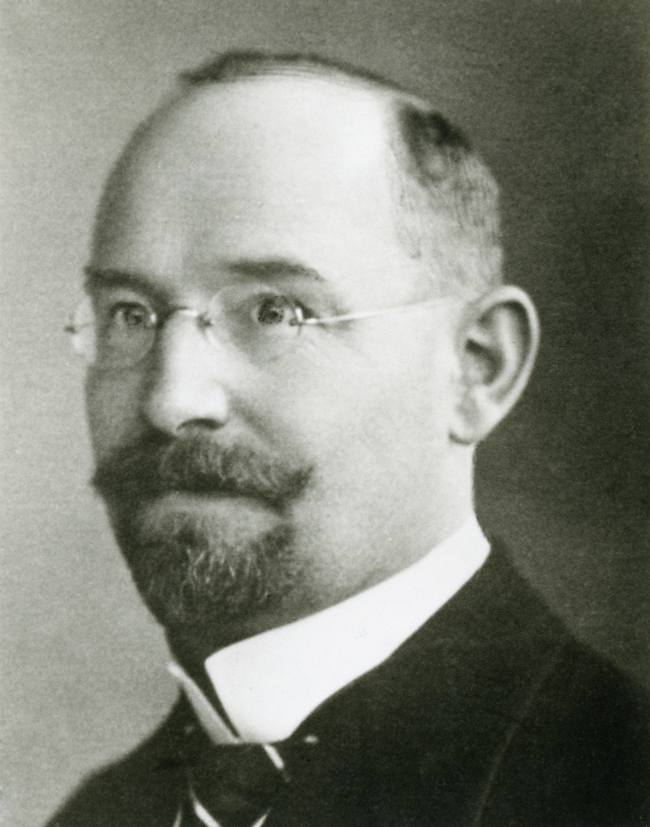
Fritz Burr nach einer Aufnahme um 1900

Fritz Burr (* unbekannt; † 1949 in Degernau) war ein deutscher Ingenieur und Unternehmensgründer. Um 1900 war Burr noch Mitarbeiter des Grafen Ferdinand von Zeppelin in Friedrichshafen. Er machte sich mit von Zeppelins Unterstützung selbstständig und erwarb 1902 in Wutöschingen die „Mahlmühle“ zur Energiegewinnung für die Gründung einer Metallgießerei. 1909 konnte er diese mit Unterstützung der Firma Gebr. Giulini, Ludwigshafen, in ein Walzwerk zur Aluminiumverarbeitung umrüsten. 1914 verkaufte er seinen Anteil am Werk dem Grafen Georg Giulini, der es in Aluminium-Werke Wutöschingen umfirmierte.

## Leben

### Mitarbeiter des Grafen Zeppelin

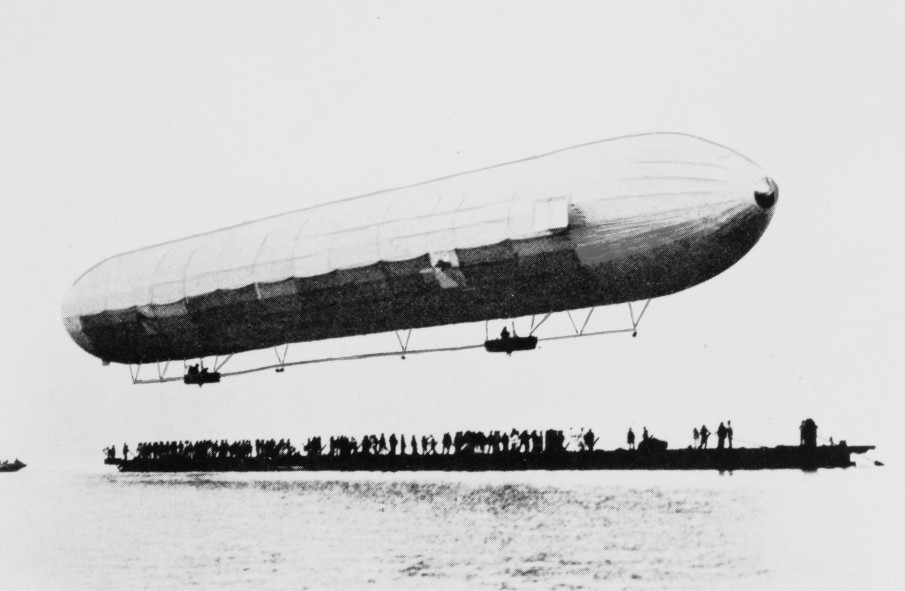
Zeppelin LZ 1 beim Erstflug im Juli 1900

Als Mitarbeiter von Zeppelin in Friedrichshafen war Burr am 2. Juli 1900 Technischer Leiter des Erstflugs des Zeppelins LZ 1 über dem Bodensee.

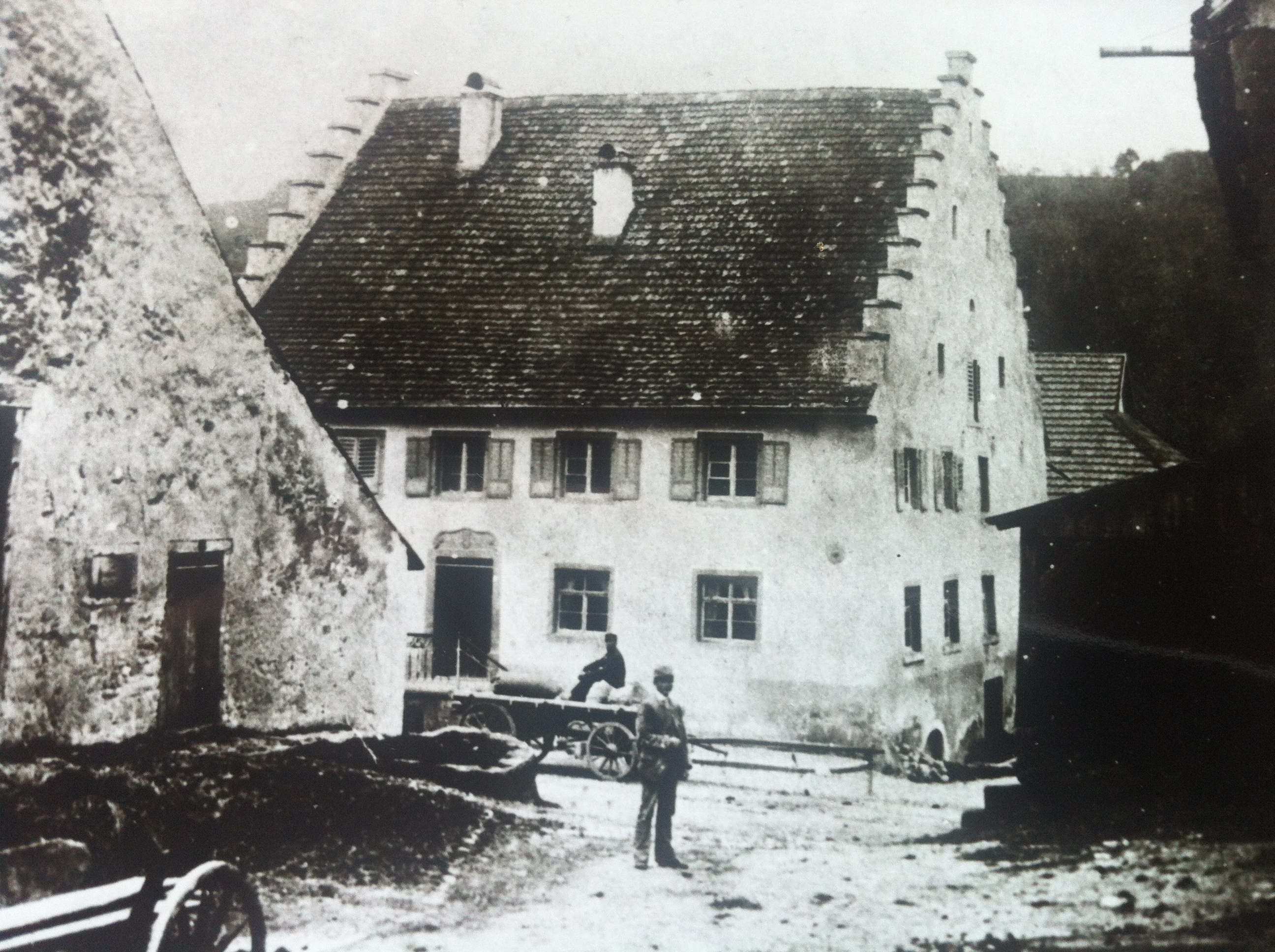
Die Mahlmühle vor dem Kauf von Fritz Burr 1902

### Lebensleistung
Kurze Zeit war er als Betriebsleiter im Aluminiumwerk von Carl Berg in Eveking tätig. Berg war Luftschiffbauer und belieferte von Zeppelin. In Wutöschingen baute Burr die Mühle zur Stromerzeugung um und richtete aus technischen Gründen zuerst eine Formgießerei für Messing- und Rotguss ein, bevor er ab 1904 auch Aluminiumgussteile herstellen konnte.
Da Burr zunächst auch Überkapazitäten an Strom produzierte, verhandelte er mit Gemeinden der Umgebung zu deren Elektrifizierung, doch nur Wutöschingen ging darauf ein. Zusammen mit Zeppelin und dessen Mitarbeiter Ludwig Dürr plante Burr die Herstellung von Aluminiumprofilen für Luftschiffe. Für den Aufbau der Fabrikation erhielt Burr 40.000 Mark. Die Profile sollten aus Aluminiumbändern gezogen und später auch direkt gepresst werden.

### Standortentscheid
Auf der Suche nach einem Lieferanten für Aluminiumbänder (das Strangpressverfahren war noch kaum entwickelt) kam Burr mit dem Verkaufsleiter der Firma Gebr. Giulini in Ludwigshafen in Kontakt. Der Inhaber, Georg Giulini, der den Ausgangsstoff für die Aluminiumherstellung produzierte (kalzinierte Tonerde), beabsichtigte, selbst die Aluminiumfabrikation aufzunehmen und bot Burr an, die Leitung eines am Giulini-Stammsitz Ludwigshafen geplanten Werkes zu übernehmen was dieser jedoch ablehnte

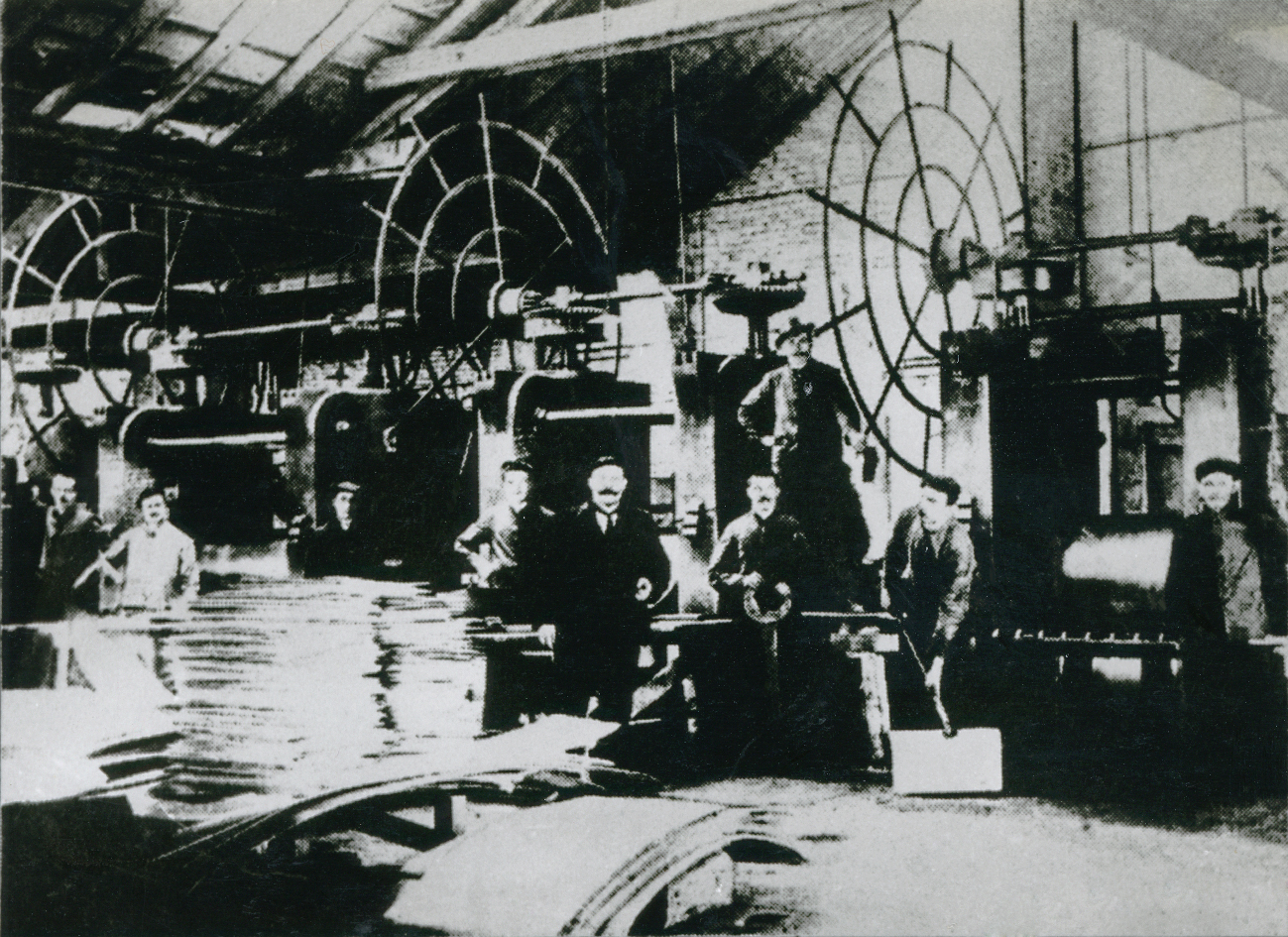
Bildunterschrift: „1909 Die ersten Walzen für Aluminiumbleche“. (In der Mitte Fritz Burr)

Burr erlangte von Giulini die Unterstützung für den Bau seines eigenen Walzwerkes in Wutöschingen. Das Werk wurde 1910 in Betrieb genommen und produzierte mit 60 bis 70 Arbeitern rund 60 Tonnen je Monat.
Bereits 1912 reichte der selbst erzeugte Strom nicht mehr aus. In Waldshut war am 1. Juli 1900 ein Elektrizitätswerk in Betrieb genommen worden und dieses Werk war in der Lage, mit im Kraftwerk Laufenburg produzierten Strom das Werk zu versorgen. Diese elektrische Freileitung, deren Leitungsdrähte ganz aus Aluminium bestanden, war die erste derartige Leitung in Baden.
Auch die Verkehrsanbindungen versuchte Burr zu verbessern und er erwarb angrenzende Grundstücke.

## Verkauf der Firma und weitere Tätigkeit
Das Werk lief unter der Firmenbezeichnung Fritz Burr und die Betriebsleitung lag in seinen Händen. Die Versorgung mit Hütten-Aluminium und der Vertrieb der Wutöschinger Halbfabrikate erfolgte über Giulini in Ludwigshafen. Kurz vor Ausbruch des Ersten Weltkrieges 1914 verkaufte Fritz Burr die Werksanlagen an Giulini, das Gelände blieb sein Eigentum. Das Werk hieß fortan „Aluminium-Walzwerke Wutöschingen“ (AWW).

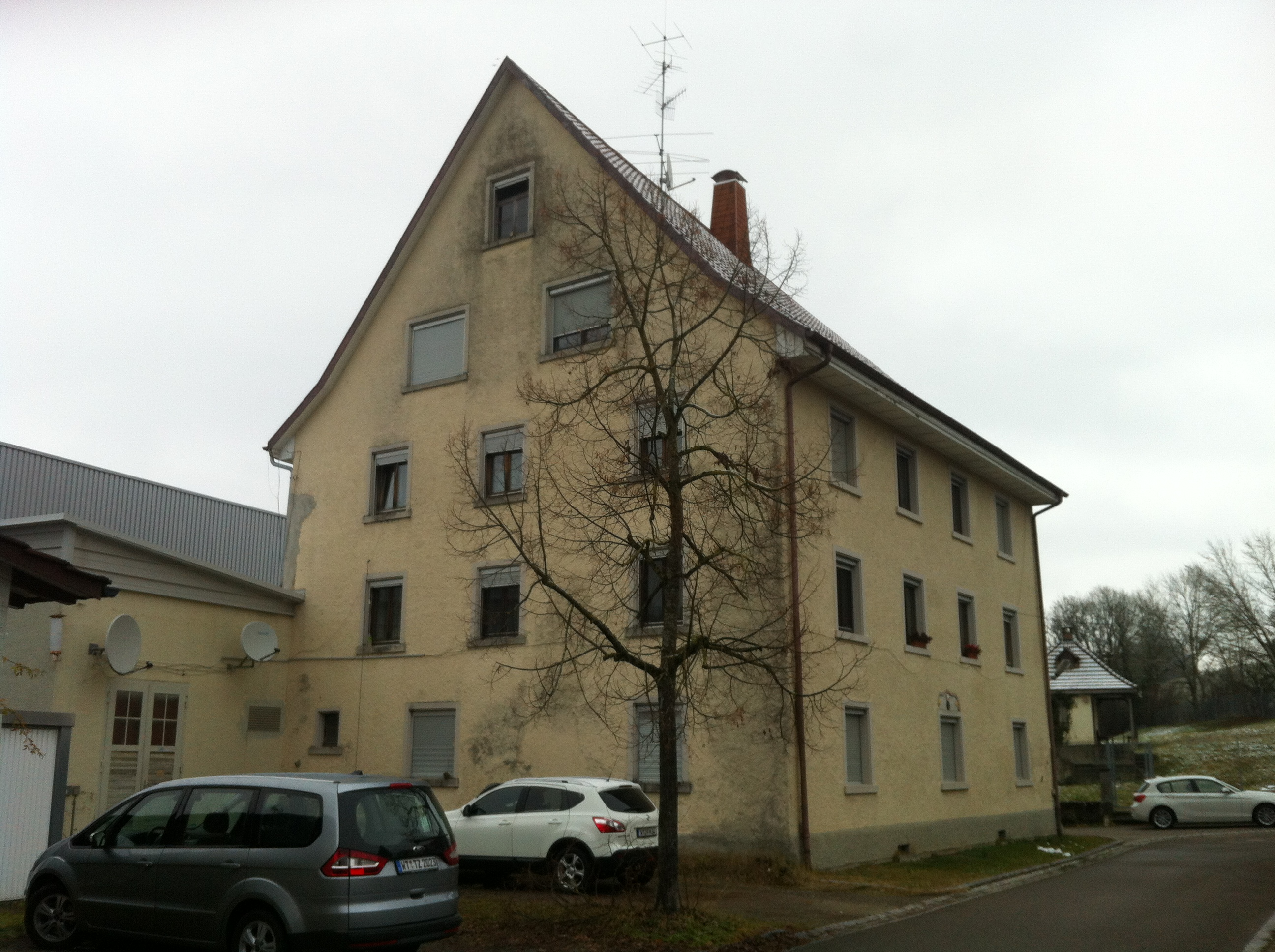
Die ehemalige Mühle 2021

Nach seinem Ausscheiden arbeitete Burr einige Monate in Schaffhausen und dann bis 1937 in Stuttgart-Zuffenhausen. Danach kehrte er zurück und eröffnete 1930 in (Wutöschingen-)Degernau einen Landmaschinenbetrieb, der bis nach dem Zweiten Weltkrieg bestand. Burr starb 1949.
Zur Weiterentwicklung der AWW siehe: Aluminiumwerke Wutöschingen